# Marwaris

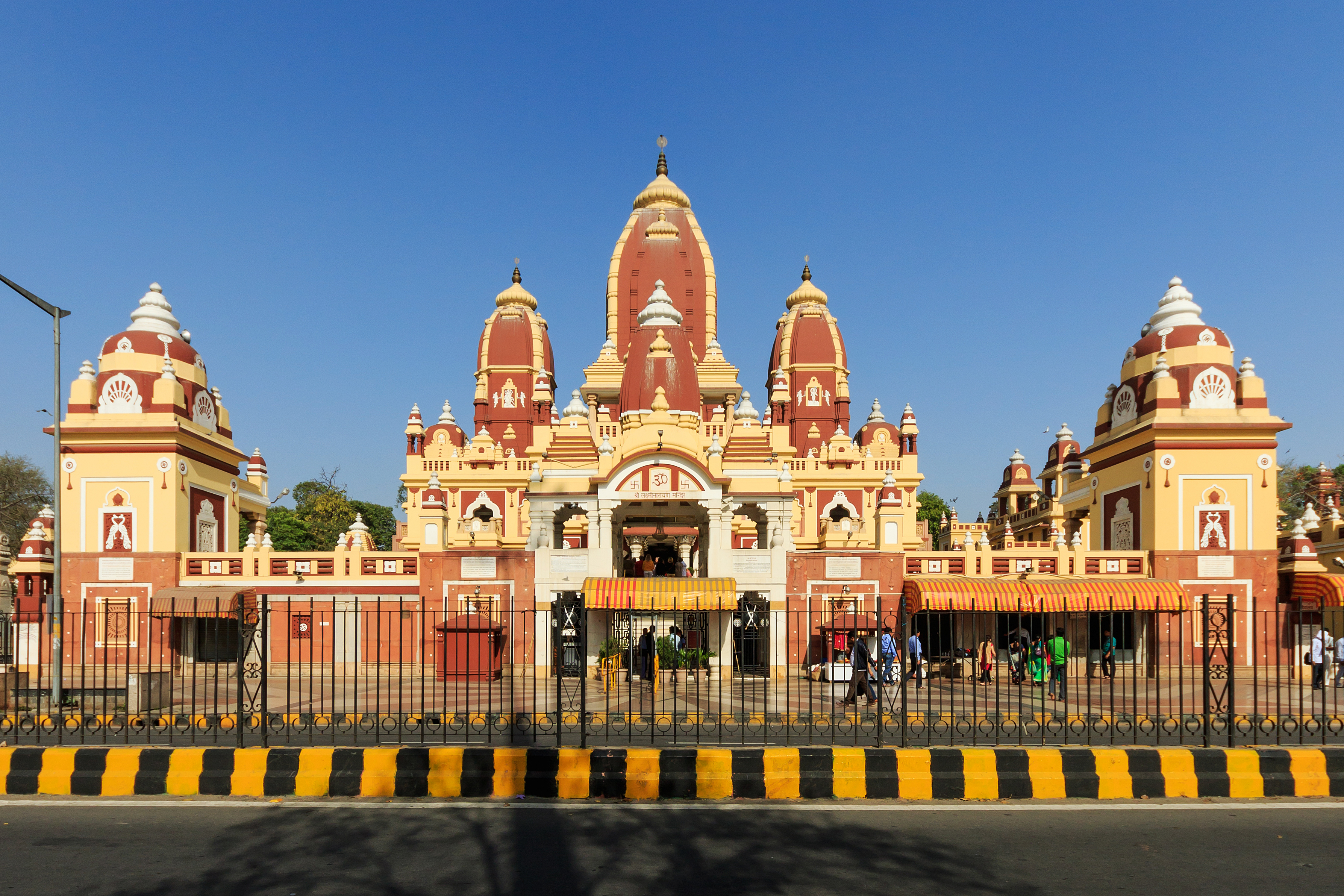
Birla Mandir, Nova Delhi, construït per la família Birla en 1939

Els marwaris o Marwadis són un grup etno-lingüístic de l'Àsia de Sud originaris de la regió de Marwar al Rajasthan indi i que es troben en Nepal i l'Índia. La seva llengua, també anomenada Marwari, s'inclou en el grup de llengües del Rajasthan, que forma part de l'àrea occidental de les llengües indoàries. Els Marwari conformen una pròspera comunitat dedicada a el comerç, primer com a comerciants a l'interior durant els Regnes Rajput i durant el Raj Britànic i posteriorment, després de la independència de l'Índia, com inversors en el sector de la producció industrial i altres sectors. En l'actualitat, la quarta part dels mil milionaris de l'Índia són marwaris i controlen molts dels principals grups de mitjans de comunicació del país. Tot i que es troben en totes les regions de l'Índia, històricament s'han concentrat a Calcuta i a l'interior de les regions de l'Índia central i oriental.

## Etimologia
El terme marwadi s'identificava en el passat amb l'àrea abastada per l'antic principat de Marwar, també conegut com la regió de Jodhpur, al sud-oest del Rajasthan de l'Índia. Hi ha dues teories sobre l'origen del nom. Una considera que "Marwar" es deriva de la paraula sànscrita "Maruwat", sent "desert" el significat de "maru". L'altra estima que la paraula "Marwar" està formada per "Mar", forma alternativa de el nom "Jaisalmer", i per "War" que vindria de "Mewar". Posteriorment, el terme va evolucionar fins a ser utilitzat per identificar un poble del Rajasthan en general però és especialment utilitzat per a referir-se a certs jatis propis de la categoria ètnica dels Bania. Aquestes comunitats, l'ocupació tradicional ha estat la de comerciants, inclouen als Barnwals, els Agarwals, els Khandelwals, els Maheshwaris i els Oswals.
Dwijendra Tripathi estima que el terme Marwari era probablement utilitzat pels comerciants només quan es trobaven fora de la seva regió originària; és a dir, només s'utilitzava per la diàspora.

## Llengua
El Marwari (o marrubhasha, com es refereixen a ell els marwaris) és l'idioma tradicional i històric de l'ètnia Marwari. La llengua Marwari està estretament relacionada amb el idioma rayastaní. Aquest últim evolucionat a partir de l'antic gujarati (també conegut com a rajasthaní occidental antic, Gujjar Bhakha o Maru-Gurjar), la llengua parlada pels pobles de Gujarat i Rajastan.
L'idioma Marwari comparteix una semblança lèxica amb el hindi al voltant de l'50% o 65%. De fet, els Marwari han destacat com a mecenes de la literatura hindi al curs dels últims 150 anys.

## Història

### Història empresarial
Medha Kudaisya ha dit que els marwaris:
| « | ... made the transition from being niche players in trading to becoming industrial conglomerates ... From being brokers and bankers, the Marwaris went on to break the British monopoly over the jute industry after World War I; they then moved into other industrial sectors, such as cotton and sugar, and set up diversified conglomerates. By the 1950s, the Marwaris dominated the India private industry scenario, emerging as the establishers of its most prominent business houses. | » |

### Orígens primerencs

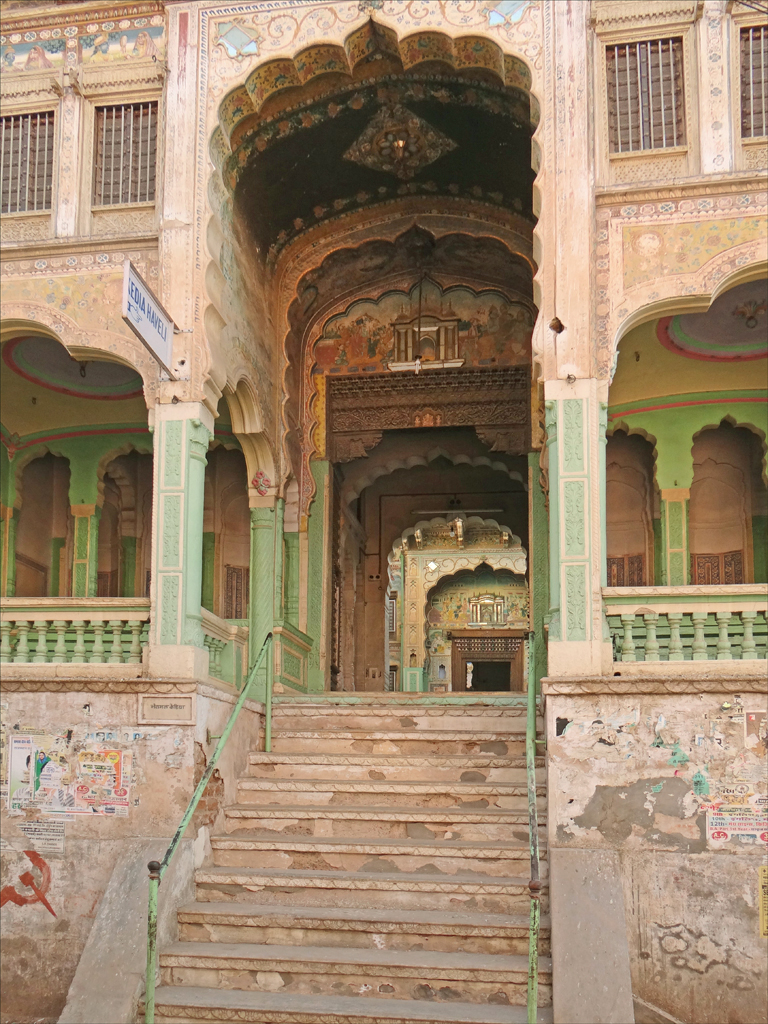
Havelí de la Família Kedia (Fatehpur, Shekhawati, Rajasthan)

Els comerciants marwaris han tingut històricament costums migratòries i es diu que estan més àmpliament presents a tot el país que altres comunitats de comerciants com els Parsis i els jainitas. Entre les possibles causes possibles d'aquest tret es podria incloure la proximitat del seu territori a la important ruta comercial important Ganges-Yamuna, els desplaçaments per fugir del fam i el suport ofert pels poderosos governants de nord de l'Índia, qui van veure importants avantatges en les seves habilitats bancàries i financeres.
Durant segles, les fams van conduir a molts marwaris fora del Rajasthan portant a molts d'ells a establir-se com prestadors en les regions circumdants ia construir xarxes comercials de cereals, arròs i llavors oleaginoses. També es creu que la política fiscal dels Regnes del Rajput va crear les condicions ideals per a l'aparició d'un capital comercial. Els marwaris van actuar com prestadors dels Regnes Rajput en les seves guerres contra altres Rajputs i per als sumptuosos despeses dels seus talls reals. De fet, va ser la disminució de les guerres entre els Rajputs el que va provocar un èxode de prestadors marwaris buscant noves empreses de finançar.
També van actuar com banquers dels mogols, amb el nom de Jagat Seth que, de fet, és un títol que significa "banquer de el món".

### El Raj britànic
Després del declivi de l'autoritat dels mogoles a Bengala, els comerciants van emigrar buscant el creixent poder britànic a Calcuta i durant el s. XIX van continuar estenent-se a àrees sota control britànic, establint-se com sahukars (prestadors) i com a intermediaris comercials a Índia Central i Mahashtra. La migració d'aquests comerciants es va accelerar en la segona meitat del s. XIX, la qual cosa va portar a la seva creixent impopularitat i actes de violència col·lectiva contra ells.
Es considera que les empreses familiars dels marwari van dependre de la seva col·laboració amb els britànics fins a, almenys, la Primera Guerra Mundial.
- 1901 - Primera utilització de el terme "marwaris" com una classificació etnogràfica en el cens de 1901.
- 1911 - Es diu que els marwaris posseeixen el 60% de les participacions en molins de jute gestionats per empreses estrangeres.
- Un nombre considerable de grups empresarials marwaris van fer la seva fortuna en mercats especulatius durant el segle XIX i la primera part del XX.
- Membres destacats de la comunitat Marwari van ser, a el mateix temps, dels primers donants del Congrés Nacional Indi i lleialistes públics a el règim britànic.
- 1927 - Birla adquireix el Hindustan Times per publicitar les polítiques de Congrés.[14]

### Índia independent
- Després de les Guerres Mundials, marwaris com Pispes, Dalmias i Keshoram Poddar van invertir el capital acumulat en noves indústries.
- 1956 - La Federació pa-Índia Marwari (All-Indian Marwari Federation) s'oposa a l'organització lingüística dels Estats encara que adquireix diaris en llengües regionals en Maharashtra, Tamil Nadu i Andhra.[15]
- 1971 - L'idioma marwari deixa d'estar classificat com un dialecte de l'idioma rajasthaní i pansa a ser tractat com una llengua mare del grup de l'hindi.

### Període liberalitzador (després de les reformes de 1991)
- Tot i els temors a què van haver de fer front algunes famílies industrials marwaris ben establertes arran de les reformes econòmiques de 1991, la veritat és que, amb caràcter general, han sobreviscut i prosperat. Tanmateix, i amb caràcter general, el control exercit per la comunitat Marwari sobre l'economia índia ha declinat d'un màxim del 24% el 1990 al 2% al voltant de l'any 2000.[16]
- La modernització de la comunitat s'ha accelerat. Actualment hi ha molts marwaris treballant per a l'Administració i exercint altres professions i molts es casen amb altres persones que no pertanyen a la seva comunitat.

## Cultura
Els marwaris són coneguts pels seus sòlids llaços de solidaritat social, "indissolubles encara sota l'impacte dels dissolvents regionals més forts". Són coneguts per mantenir una identitat diferent de la d'aquelles persones amb les que conviuen, tot i que normalment parlen les llengües locals amb fluïdesa. També mantenen fortes connexions amb el seu lloc d'origen.
Molts marwaris consideren pejoratiu el terme "Marwari" i prefereixen identificar-se per la seva sub-casta.
Una de les raons que s'apunten per explicar l'èxit empresarial de la comunitat marwari és la seva capacitat per controlar la liquiditat de les seves empreses.